# Großharras
Großharras là một thị xã thuộc huyện Mistelbach trong bang Niederösterreich.